# جولای دهکده
جولای دهکده (نام علمی: Ploceus cucullatus) نام یک گونه از سرده جولاها است.